# Ljiljana Molnar-Talajić
Ljiljana Molnar-Talajić (Bosanski Brod, 30. prosinca 1938. – Zagreb, 17. rujna 2007.) bila je bosanskohercegovačka i hrvatska operna pjevačica, sopran i glazbena pedagoginja.

## Životopis
Posljednji veliki verdijanski glas, kako je nedavno ustvrdio urednik operne glazbe na austrijskom radiju Gottfried Cervenka, Ljiljana Molnar-Talajić, bila je zvijezda Bečke državne opere i Arene u Veroni. Aida, s kojom pod ravnanjem Zubina Mehte 1969. na festivalu Maggio Musicale Fiorentino započinje svjetsku karijeru, i Leonora u Moći sudbine bile su pravi mamac za publiku, a ni kritika nije ostala neosjetljiva prema, kako je pisala, neopisivoj ljepoti njezina glasa, koji je u svim položajima tako ujednačen, s tolikom izražajnošću, beskrajno suptilan, a u isto vrijeme robustan, prozračan i milozvučan — glas kakav je Verdi samo mogao poželjeti. Upravo pod dirigentskom palicom Zubina Mehte, postaje primadona svjetskog glasa.
U Verdijevoj domovini pisali su: to je strastvena, velika pjevačica vibrantne fraze, blistavih visina opalne ljepote, i grad Parma dodijelio joj je tradicionalnu plaketu Verdi d’oro (Zlatni Verdi). Nastupala je u najvećim svjetskim opernim kućama, kao što su Bečka državna opera, milanska Scala, londonski Covent Garden, njujorški Metropolitan, a njezine nastupe pratili su osvrti s naslovima kao što su Najbolja Aida na svijetu, Dijamant večeri, Spasiteljica kojoj se klicalo (kad je u Beču preuzela Normu od Montserrat Caballé). 
Iznimno je ostao zapažen njen nastup u Verdijevoj operi Moć sudbine 18. ožujka 1977. godine u Bečkoj državnoj operi, kada su Ljiljanu Molnar-Talajić, iako svega dan nakon nastupa Montserrat Caballé u operi Norma, u velikom broju došli slušati iznimno probirljivi bečki ljubitelji opere: nastup je bio obilježen stalnim prekidanjima opere aplauzima oduševljenja i skandiranjem, a sve je kulminiralo za naklona prilikom spuštanja zastora. Još jednom, nakon nastupa u Trubaduru u Covent Gardenu, suparništvo između dviju najvećih sopranistica verdijevskog repertoara sedamdesetih godina završilo je u korist Ljiljane Molnar-Talajić.
Karijera joj se vrtoglavo razvijala. Za Bečkom državnom operom, u kojoj je ostvarila šest velikih uloga i imala 58 nastupa, slijedili su milanska Scala, londonski Covent Garden i njujorški Metropolitan. Debitirala je još za studija na sarajevskoj Muzičkoj akademiji 1959. kao Grofica u Figarovu piru. Od 1960. do 1975. bila je članica Sarajevske opere, a od 1975. do 1980. prvakinja Opere HNK u Zagrebu, angažman u Zagrebačkoj operi je prihvatila unatoč pozivima najvećih svjetskih opera, i bila je sudionica njezinih velikih belkantističkih trenutaka, Pružala ih je na najljepši način i u Trubaduru i Krabuljnom plesu, Don Carlosu i Otellu te na mnogim koncertima Verdijeva Requiema i svojoj posljednjoj premijeri u Zagrebu — Bellinijevoj Normi. Vrhunski muzikalna, s naglašenim osjećajem za interpretaciju, ostvarila je i veliku kreaciju Cio-Cio-San u Madama Butterfly za koju je 1967. dobila nagradu u Tokiju. 
Zapažen je i njen pedagoški rad od 1980.godine na Zagrebačkoj glazbenoj akademiji, s kojim je se s velikom ljubavlju bavila sve do smrti, a u njenoj je klasi stasala priznata hrvatska operna pjevačica Sandra Bagarić.
Beskompromisna i hrabra operna diva, vrsna glazbenica i profesorica, zadnji verdijanski glas svjetskog formata, umrla je 17. rujna 2007. nakon kraće bolesti u Zagrebu.

## Istaknute uloge
- Verdi: Aida, Leonora, Elvira, Amelija, Desdemona
- Puccini: Cio-Cio-San, Mimi
- Mozart: Donna Anna, Grofica
- Donizetti: Amelija
- Bellini: Norma
- Gounod: Margareta
- Janáček: Jenufa

## Nagrade i priznanja
- 1974. – Parma: nagrada Zlatni Verdi[2]
- 1999. – nagrada Vladimir Nazor za životno djelo[3]

## Vanjske poveznice
- Molnar-Talajić, Ljiljana Hrvatska enciklopedija. LZMK
- LZMK / Proleksis enciklopedija: Molnar-Talajić, Ljiljana
- [neaktivna poveznica]